# Amé Pictet
 Amé Jules Pictet (Genève, 12 juli 1857 - Genève, 11 maart 1937) was een Zwitsers chemicus. Hij was een verre bloedverwant van Raoul Pictet.
Hij studeerde eerst twee jaar in Genève en ging dan naar Duitsland waar hij onder meer bij Rudolf Schmitt in Dresden en August von Kekulé  in Bonn studeerde. Hij vervolledigde zijn proefschrift in Genève en promoveerde er in november 1881 bij Carl Graebe. Daar werd hij in 1894 aangesteld als hoogleraar in de organische chemie. In 1899 werd hij ook hoogleraar in farmacie, biologie en toxicologie. In 1906 nam hij de leerstoel algemene chemie (anorganische en organische) in en werd directeur van het laboratorium van organische en anorganische chemie, als opvolger van Carl Graebe.
Hij onderzocht de structuur en synthese van heterocyclische verbindingen en alkaloïden; hij synthetiseerde in 1889 fenantridine. Vanaf 1893 zocht hij naar een synthese van nicotine, die hij uiteindelijk in 1904 kon publiceren. In 1911 bepaalde hij de structuur van kinine. Hij bestudeerde ook de synthese van sachariden. Enkele reacties voor de vorming van cyclische verbindingen dragen zijn naam: de Pictet-Spengler-reactie en Pictet-Gams-reactie voor de synthese van isoquinolinederivaten; de Pictet-Hubert-reactie voor de vorming van fenantridine.
Hij was een van de oprichters van het wetenschappelijk tijdschrift Helvetica Chimica Acta in 1917.